# Wilhelm Haas (Diplomat, 1931)
Wilhelm Haas (geboren 18. August 1931 in Berlin; gestorben 18. Oktober 2024 in Bonn) war ein deutscher Diplomat.

## Leben
Haas war der Sohn des deutschen Diplomaten Wilhelm Haas (1896–1981). Da die Mutter Ursula Corwegh Jüdin war, wurde der Vater 1937 in den Ruhestand versetzt. Er zog mit der Familie nach Peking, um den Verfolgungen zu entgehen, und kehrte 1947 nach Deutschland zurück. Nach dem Abitur 1949 studierte Haas Rechtswissenschaften in den USA und an den Universitäten Bonn und München. 1955 trat er in den Auswärtigen Dienst ein und wurde 1959 Pressereferent an der deutschen Botschaft in Tokio. Nach Tätigkeiten im Osteuropa-Referat des Auswärtigen Amtes, in Nairobi, im NATO-Generalsekretariat und in der Pariser Botschaft folgte schließlich 1984 die Berufung zum Leiter der Politischen Abteilung Dritte Welt. Im Oktober 1985 wurde er als Nachfolger von Niels Hansen zum Botschafter in Israel berufen. 1990 wechselte er auf den Posten des Botschafters in Japan. Vor seiner Pensionierung im Jahr 1996 wurde er im April 1994 noch Botschafter in den Niederlanden.
Haas heiratete 1961 Sylvia Henle, die Tochter des ehemaligen Diplomaten und damaligen Großaktionärs des Klöckner-Konzerns Günther Henle. Sie haben vier Kinder. Wilhelm Haas verstarb 93-jährig in Bonn.